# Polyommatus hispana
Polyommatus hispana là một loài bướm ngày thuộc họ Lycaenidae. Nó được tìm thấy ở Tây Ban Nha, miền nam Pháp và miền bắc Ý.
Sải cánh dài 16–18 mm. Chúng bay từ tháng 4 đến tháng 9.
Ấu trùng ăn Hippocrepis comosa.

## Hình ảnh

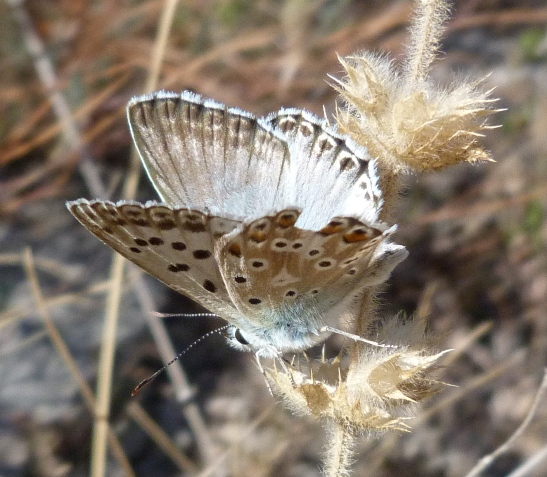
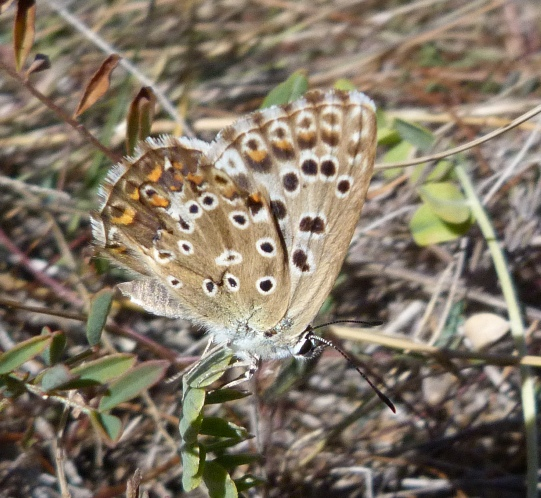
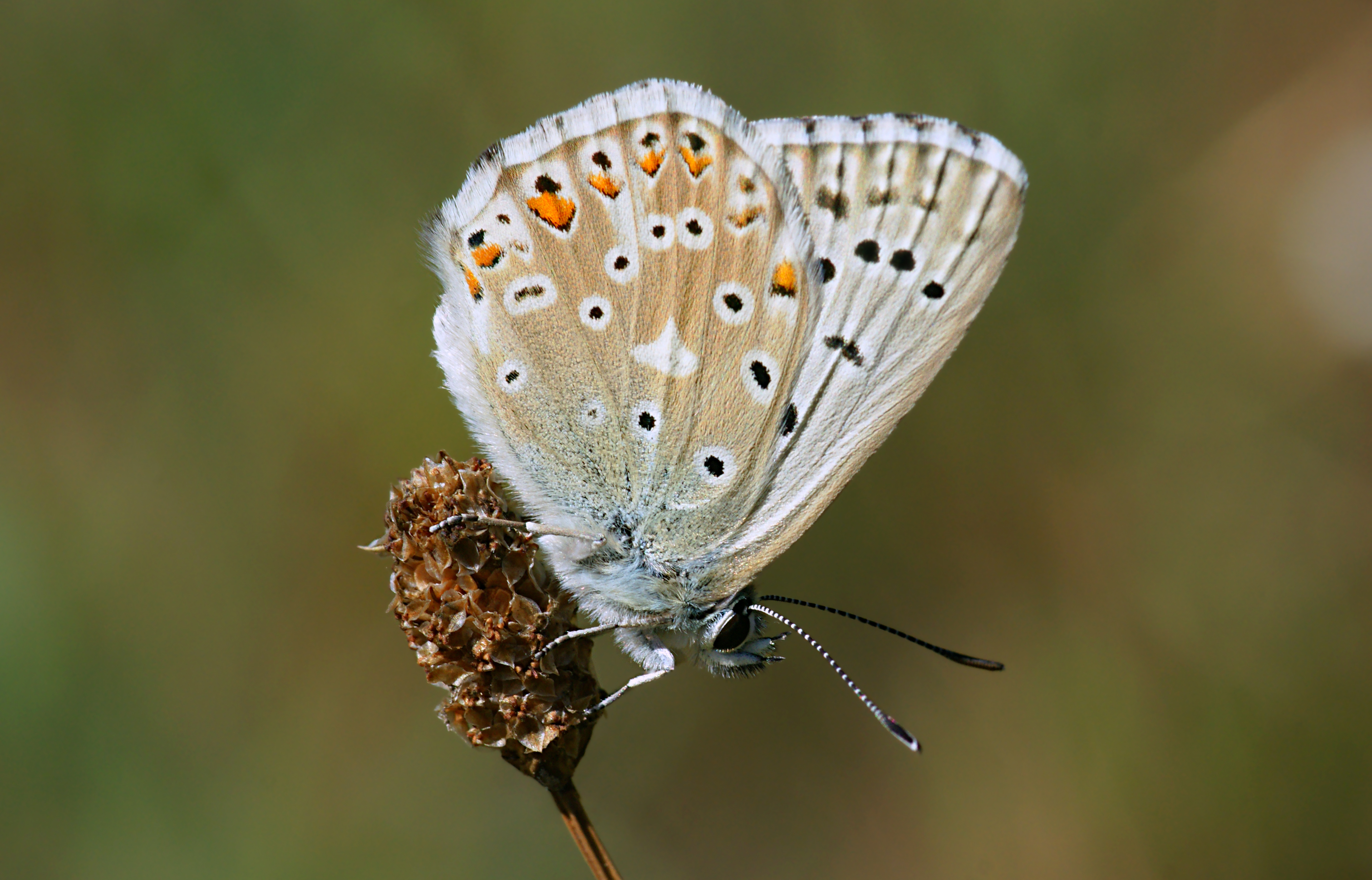